# Kinesisk kalligrafi

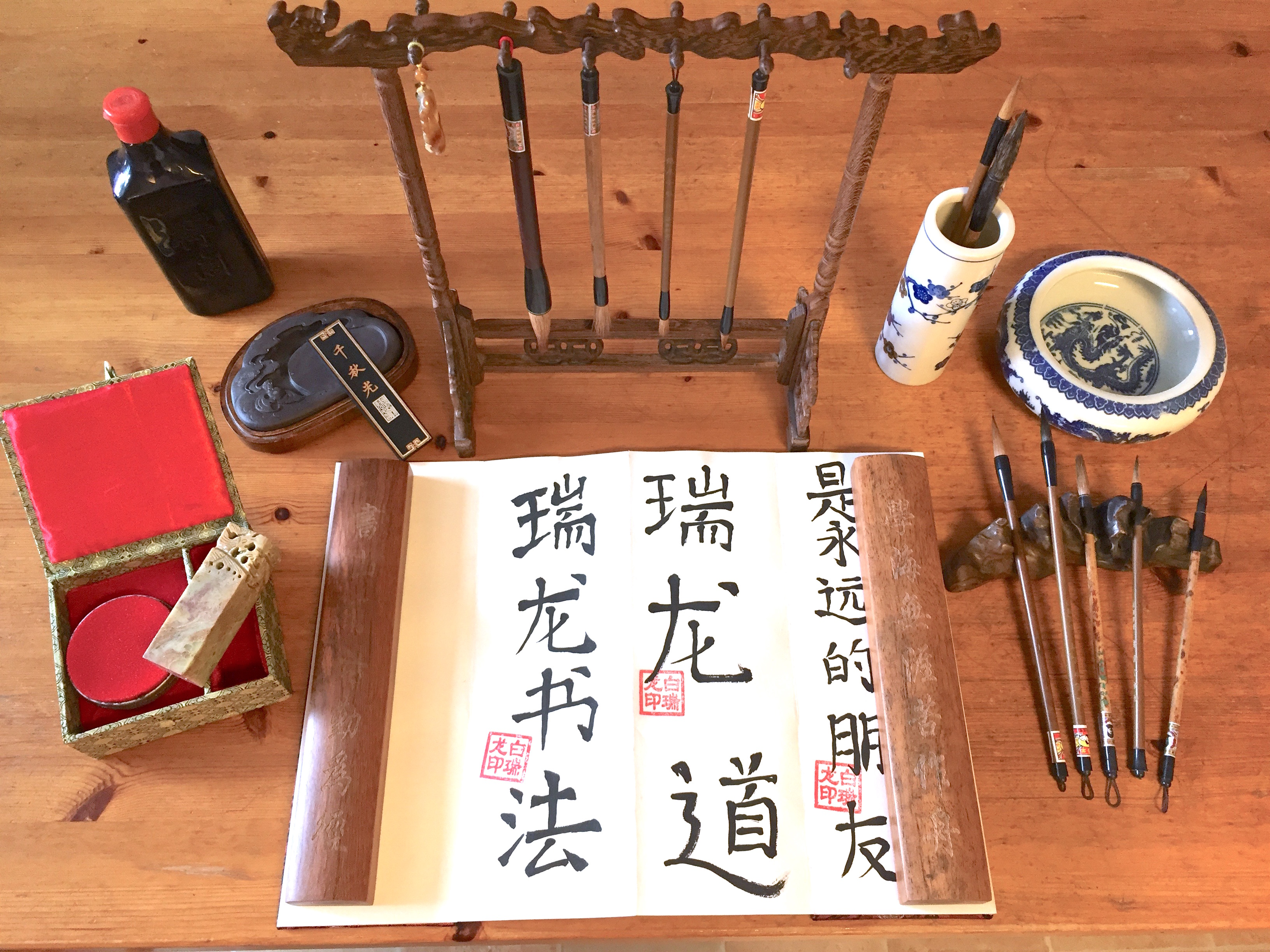
Utrustning för kinesisk kalligrafi.

Kinesisk kalligrafi (书法; 書法; Shūfǎ) är en kinesisk variant av kalligrafi. Den kinesiska kalligrafin är mer en konstform än bara att skriva vackert, väl jämförbart med måleri, poesi och musik, och kanske den ädlaste av dem. Kinesisk kalligrafi var en av färdigheterna inom de fyra konsterna som en bildad person i det äldre Kina ansågs behöva behärska.

## Historia
Den äldsta formen av kinesisk skrift som är känd är orakelbensskrift och bronsskrift som användes under Shangdynastin (ca 1600 f.Kr.–1045 f.Kr.). Orakelbensskrift och bronsskrift kan i en vid definition sammanfattas som stor sigillskrift, som även inkluderar de varianter av kinesisk skrift som utvecklades under efterföljande Zhoudynastin (1045 f.Kr.–256 f.Kr.).
De kinesiska skrivtecknen började standardiseras under Qindynastin på 200-talet f.Kr. i form av sigillskrift. Under den efterföljare Handynastin (206 f.Kr.–220) utvecklades flera stilar såsom kanslistil och löpande stil. Användandet av pensel och bläck ledde även till friare stilar som kursiv stil och löpande stil. Dessa stilar från Handynastin används inom kinesisk kalligrafi än idag. Kinesisk kalligrafi har haft upp och nergångar genom historien med stora toppar under Jindynastin (265–420), Tangdynastin (618–907), Songdynastin (960–1279) och hade sin sista renässans under Qingdynastin (1644–1911).

## Stilar

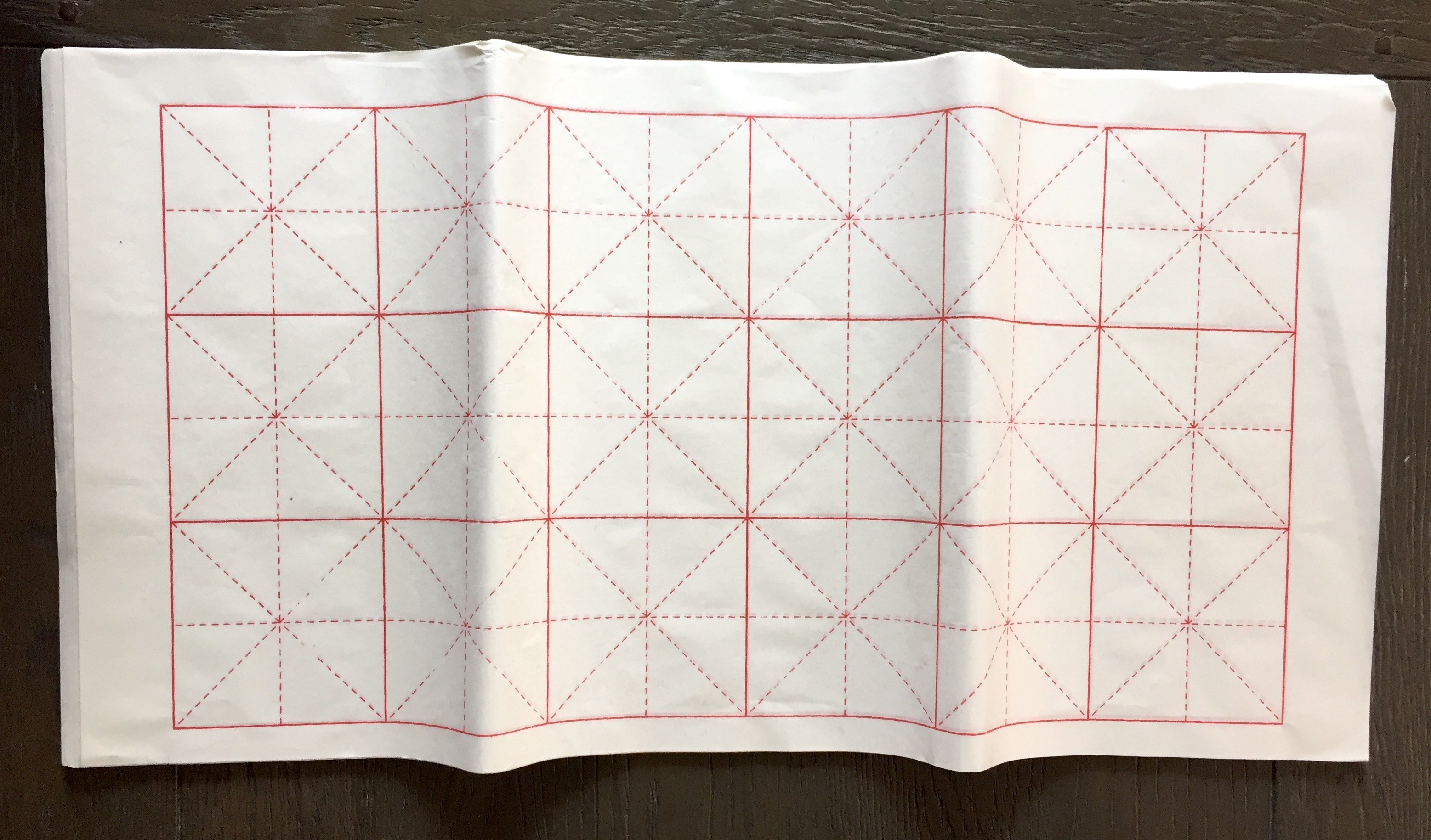
Övningspapper för kinesisk kalligrafi med stödlinjer.

Kinesisk kalligrafi delas normalt upp i fem basstilar:
- Sigillskrift
- Kanslistil
- Normalstil
- Löpande stil
- Kursiv stil ("Grässkrift")

De fem basstilarna föregicks av:
- Orakelbensskrift
- Bronsskrift
- Stor sigillskrift / Stentrumstecken

## Grundprinciperna

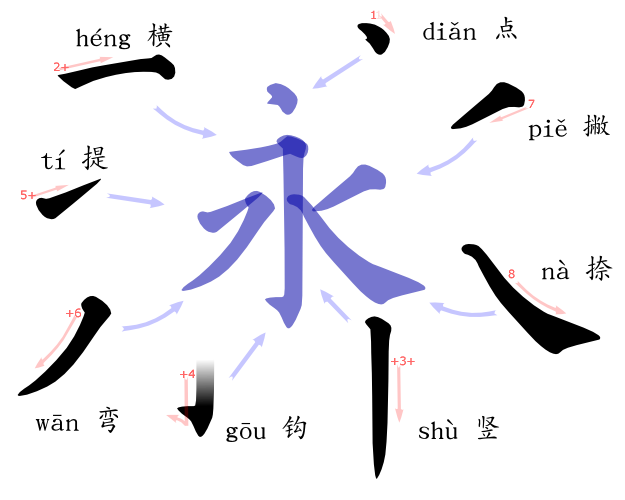
Tecknet för evighet, 永, som enligt Åtta principer av Yong är uppbyggt av de åtta grundprinciperna i kinesisk kalligrafi.

Under utvecklingen av normalstil och kanslistil formades teorier om hur tecknen var uppbyggda. Den mest kända är Åtta principer av Yong (永字八法). Teorin beskriver de åtta delar som tecknet för "evighet" (永; Yǒng) är uppbyggt av. Totalt finns det 37 typer av linjer i normalstil, och de övrig 29 är baserade på dessa åtta. Åtta principer av Yong bygger på den äldre principen Sju krafter (七势) av Wei Shuo.
- dian (点) är en punkt
- heng (横) är ett vågrätt streck
- shu (竖) är ett lodrätt streck
- gou (钩) är en krok som ansluter till ett annat streck.
- ti (提) är ett streck höger/uppåt
- wan (弯) är ett avsmalnande böjt streck vanligen vänster/neråt
- pie (撇) är ett aningen böjt streck vänster/neråt
- na (捺) är ett streck höger/neråt som avslutar med en "fot"

## Utrustning

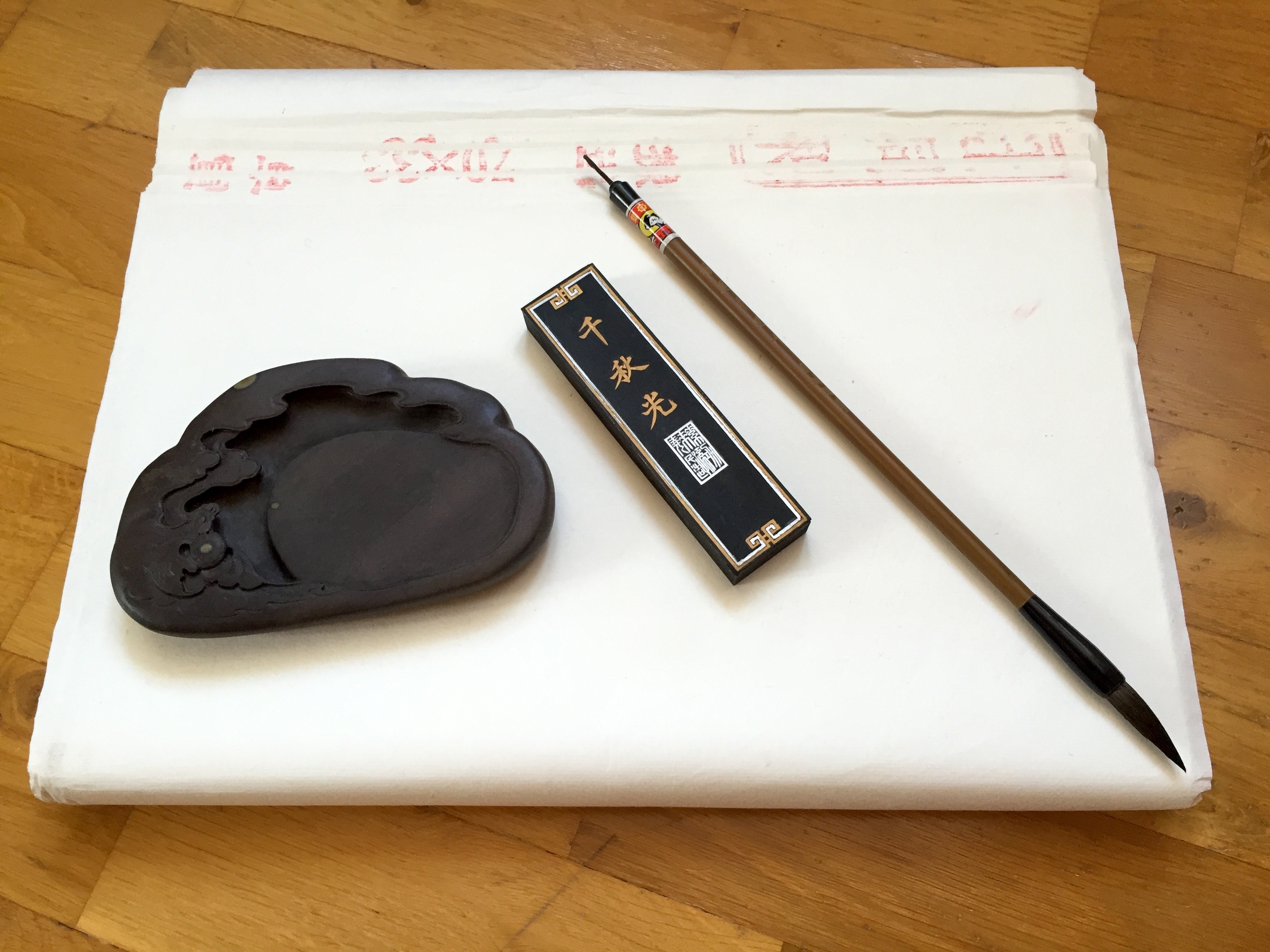
Studerkammarens fyra skatter: Pensel, tuschstång, rispapper och bläcksten.

Grundutrustningen som behövs för att utföra kinesisk kalligrafi är Studerkammarens fyra skatter (文房四宝):
- Pensel (笔)
- Tuschstång (墨)
- Rispapper (纸)
- Bläcksten (砚)

Utöver Studerkammarens fyra skatter används ofta även:
- Presslinjal (镇尺)
- Stämpel (印章)

## Streckordning
De olika streck som ett kinesiskt tecken består av skrivs alltid enligt en bestämd ordning i varje specifikt tecken. Streckordningen är bestämd enligt några grundregler. Vid tecken med många streck används flera av reglerna kombinerat.
- Först vågrätt, sedan lodrätt
- Först över, sedan under
- Först vänster, sedan höger
- Först mitten, sedan sidorna
- Först ram, sedan innehåll
- Stäng kvadrat sist
- Sekundära prickar sist

## Kända kinesiska kalligrafer
Den första kända kinesiska kalligraferna av betydelse var Zhong Yao (151–230) och Zhang Zhi (–192). Den mest kända av dem alla var sannolikt Wang Xizhi (303–361), och även hans son Wang Xianzhi hör till de riktigt stora kalligraferna. Under Tangdynastin utmärkte sig särskilt Yan Zhenqing (709–785) med sina verk i normalstil, och han räknas som en av de största någonsin. Även Zhang Xu och Huaisu med sina verk i kursiv stil är mycket kända kalligrafer från Tangdynastin. Ouyang Xun, Yu Shinan och Chu Suiliang räknas också till de riktigt stora.
Under Songdynastin var de tyngsta namnen de tre goda vännerna Su Shi, Huang Tingjian och Mi Fei som hade tre helt olika sätt att skriva. Även Cai Xiang var framstående under Songdynastin. Zhao Mengfu som var aktiv under Yuandynastin var inte bara en mycket framstående kalligraf, utan även en av största kinesiska konstnärerna. De främsta under Mingdynastin var Wen Zhengming, Dong Qichang och Zhang Ruitu.
Qingdynastin var renässansen för kinesisk kalligrafi, och utmärkande nyskapande kalligrafer var Jin Nong, Deng Shiru, He Shaoji, Kang Youwei och Zhao Zhiqian. Under 1900-talet utmärkte sig Yu Youren, som även skrivit många böcker om kalligrafi.

### Kända kinesiska kalligrafer i urval
Qindynastin
- Li Si

Handynastin
- Zhang Zhi
- Zhong Yao

Jindynastin (265–420)
- Wang Xizhi
- Wang Xianzhi
- Wang Xun
- Wei Shuo

Suidynastin
- Zhi Yong

Tangdynastin
- Yu Shinan
- Yan Zhenqing
- Ouyang Xun
- Chu Suiliang
- Lee Yong
- Zhong Shaojing
- Huaisu
- Zhang Xu
- Sun Guoting
- Yan Zhenqing
- Li Bai
- Tang Taizong
- Liu Gongquan
- Chu Suiliang

Songdynastin
- Mi Fei
- Su Shi
- Jiang Kui
- Ouyang Xiu
- Yue Fei
- Zhu Xi
- Huang Tingjian
- Song Huizong
- Cai Xiang

Yuandynastin
- Zhao Mengfu

Mingdynastin
- Dong Qichang
- Zhu Yunming
- Wen Zhengming
- Tang Yin
- Zhang Ruitu

Qingdynastin
- Deng Shiru
- Zhao Zhiqian
- He Shaoji
- Kang Youwei
- Zhu Da
- Wang Duo
- Jin Nong
- Zheng Xie
- Kangxi-kejsaren
- Qianlong-kejsaren
- Liu Yong
- Weng Fanggang
- Liang Tongshu
- Wang Wenzhi

Republiken Kina
- Wu Changshuo
- Qi Baishi
- Pu Hsin-Yu
- Kang Youwei
- Puru
- Yu Youren

## Galleri

En del av Lantingji Xu, skrivet 353 i löpande stil av Wang Xizhi.
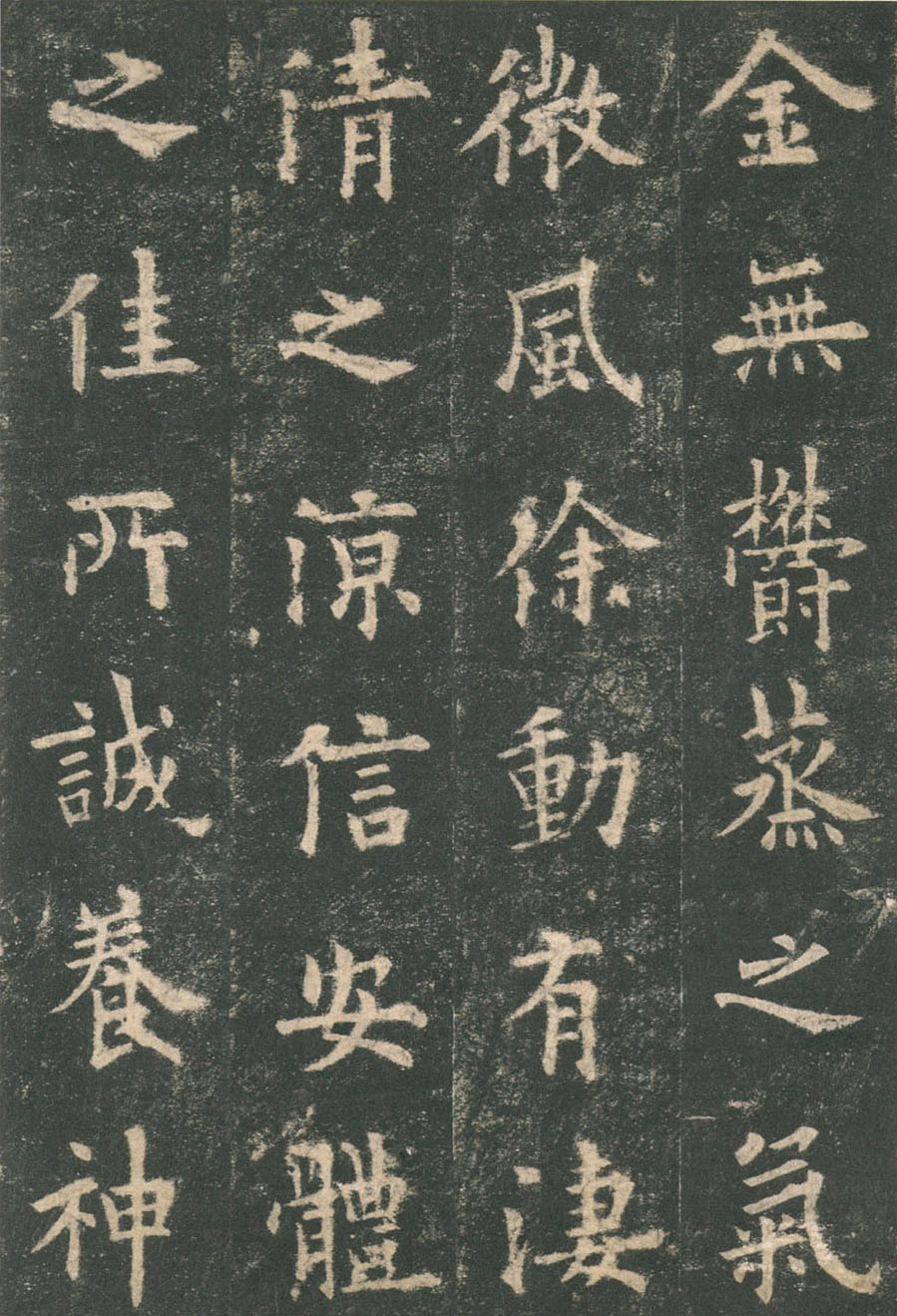
Kopia av ett verk utfört av Ouyang Xun i normalstil.
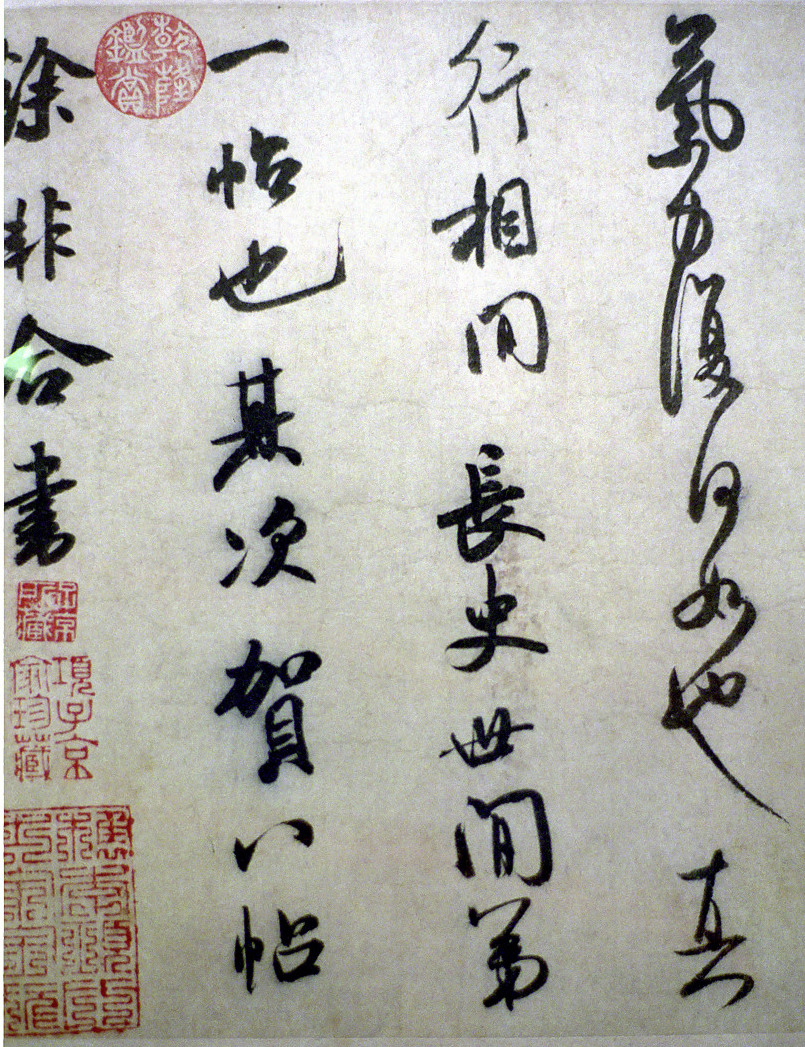
Kalligrafi av Su Shi i löpande stil.
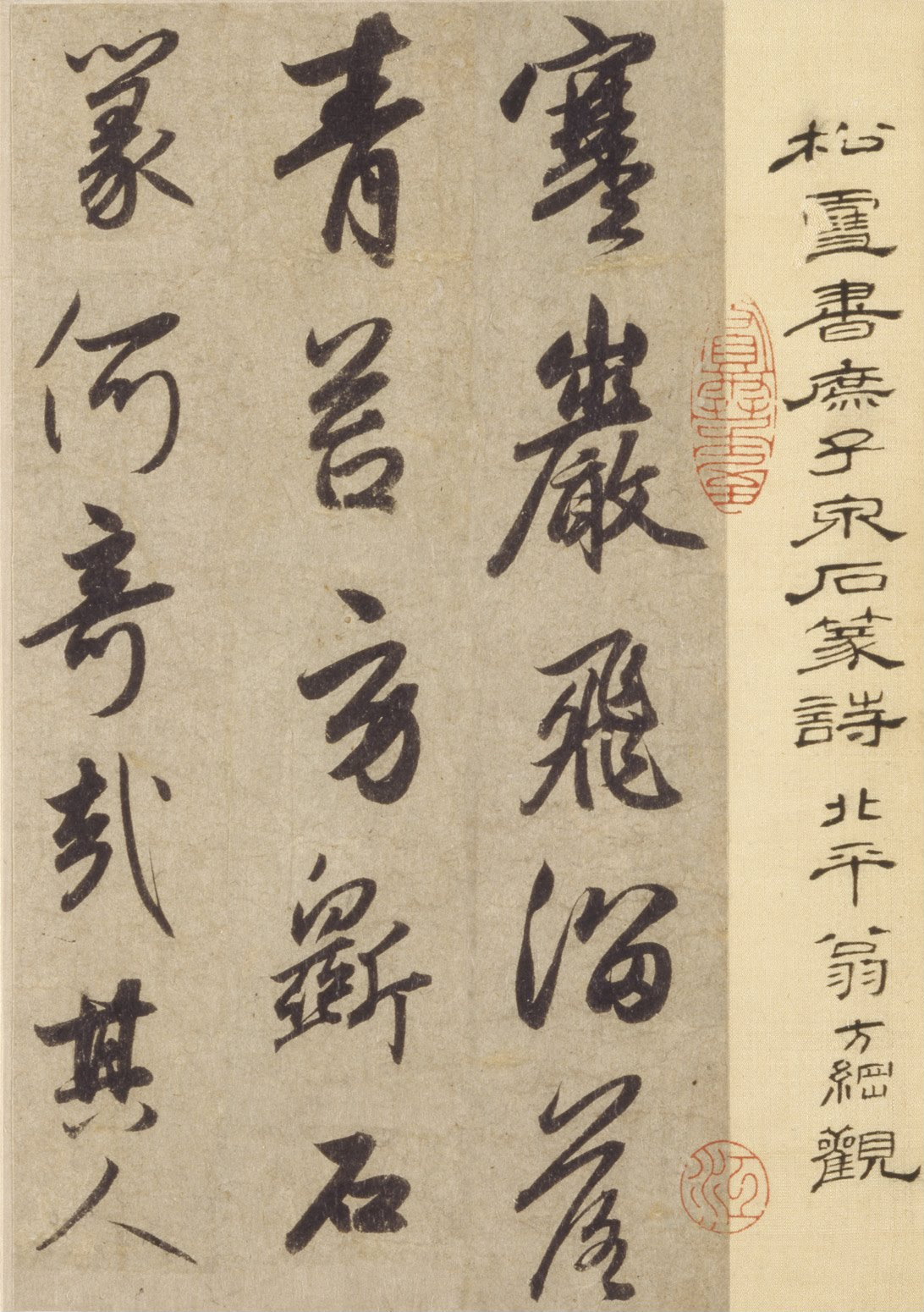
Ett verk av Zhao Mengfu skrivet i löpande stil.
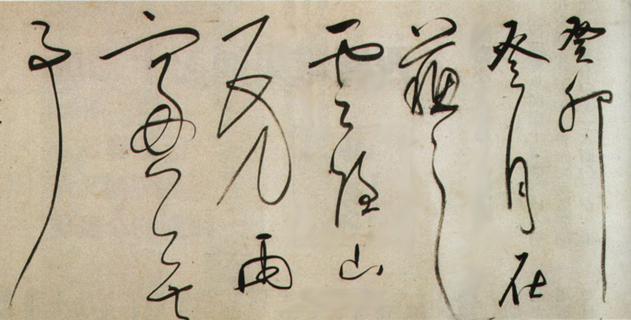
Kombination av löpande stil och kursiv stil utfört av Dong Qichang.